# Mszanka (Lublin)
Pour les articles homonymes, voir Mszanka.
Mszanka (prononciation [ˈmʂaŋka]) est un village de la gmina de Wola Uhruska, du powiat de Włodawa, dans la voïvodie de Lublin, situé dans l'est de la Pologne.
Il se situe à environ 5 kilomètres à l'ouest de Wola Uhruska (siège de la gmina), 25 kilomètres au sud de Włodawa (siège du powiat) et 71 kilomètres à l'est de Lublin (capitale de la voïvodie).
Sa population s'élevait à 36 habitants en 2013.

## Administration
De 1975 à 1998, le village est attaché administrativement à l'ancienne voïvodie de Chełm.

Depuis 1999, il fait partie de la nouvelle voïvodie de Lublin.